# NGC 4486B
NGC 4486B في الفهرس العام الجديد، هي مجرة، تقع في كوكبة العذراء. اكتشفت بواسطة شارل مسييه.

## روابط خارجية
- NGC 4486B على موقع ويكي سكاي: DSS2, SDSS, GALEX, IRAS, Hydrogen α, X-Ray, Astrophoto, Sky Map, Articles and images